# 蘭嶼小鞘蕊花
蘭嶼小鞘蕊花（學名Coleus formosanus）是唇形科鞘蕊花属植物中的一个種，多年生草本，株高約60-100厘米，分佈於馬來西亞、台灣臺東及蘭嶼島一帶之開闊地或珊瑚礁岩。
其种加词“formosanus”意为“台湾的”。